# Stylophonic
Stylophonic, pseudonimo di Stefano Paskano Fontana (Milano, 2 ottobre 1970), è un disc jockey e produttore discografico italiano.

## Biografia
La sua carriera inizia nel 1987 al Plastic di Milano.
La sua attività di produttore inizia quasi contemporaneamente all'attività di DJ, rendendolo subito noto agli amanti della musica e portandolo a girare i migliori club Italiani ed Europei.
Ancora molto giovane, si iscrive alla scuola per audio-ingegneri con l'obiettivo di diventare DJ.
Nel 1987, Stefano comincia a lavorare per il Plastic di Milano. Dopo 3 anni si unisce al circuito internazionale DJ "Jocks International"..
Nel 2003 Fontana pubblica il suo primo album, Man Music Technology, attraverso il progetto Stylophonic, lanciato dalla Hit If Everybody In The World Loved Everybody In The World e dal successivo singolo Soulreply.
L'album mostra un sound molto vicino sia all'acid che all'Electro, e lancia Fontana come uno dei migliori dj a livello europeo.
Il secondo album, BeatBox Show, esce nel 2006 e si differenzia dal primo per un sound definito da molti come "molto più omogeneo e più vicino alla House anni ottanta". Il singolo di lancio Baby Beat Box riassume molto bene il sound dell'album, e fa guadagnare al CD un successo molto superiore rispetto al primo lavoro. Un altro singolo di successo è Pure Imagination, eseguito con un campione dell'omonimo brano dell'artista statunitense Lou Rawls. Durante l'anno collabora anche con Max Pezzali arrangiando la canzone La metro eccetera, cover di Lucio Battisti.
Ultimamente Fontana ha prodotto numerosi brani apposta per spot pubblicitari. Oltre a Baby Beat Box e Dancefloor, comparsi nelle pubblicità di Dolce&Gabbana Time del 2005 e 2006, si notano anche R'U Experience (sempre per D&G nel 2007) e Oh, My Gold (usata dalla Citroën per il lancio della C3 Gold nel 2008).
Fontana ha collaborato con i migliori locali anche a livello mondiale ed è tuttora dj resident ai Magazzini Generali di Milano e all'Amnesia di Ibiza.
La collaborazione in veste di produttore con Jovanotti (per il singolo (Tanto)³ e l'album Buon sangue) ha notevolmente accresciuto la sua popolarità e nel 2008 ha proseguito la sua attività da produttore, collaborando agli album Contatti di Bugo e Psychodelice di Meg.

## Discografia

### Album
- 2003 - Man Music Technology
- 2006 - BeatBox Show
- 2013 - Boom!
- 2014 - Jam the House

### Singoli
da Man Music Technology:
- 2003 - If Everybody in the World Loved Everybody in the World
- 2003 - Soulreply
- 2003 - Way of Life
- 2003 - Bizarre Mind

da BeatBox Show
- 2006 - Baby Beat Box
- 2006 - Pure Imagination
- 2006 - Play That Music
- 2006 - Dancefloor

brani utilizzati per spot pubblicitari:
- 2005 - BabyBeatBox per D&G Time
- 2006 - Dancefloor per D&G Time
- 2007 - Stylophonic R'U Experience per D&G Jewels
- 2008 - Oh, My Gold per Citroën C3 Gold
- 2008 - Go Deejay per Citroën C1 Deejay
- 2013 - Gira il mondo (feat. Raf) per TIM

## Videografia

### Video musicali
| Anno | Titolo                                                 | Regista/i              |
| ---- | ------------------------------------------------------ | ---------------------- |
| 2003 | If Everybody in the World Loved Everybody in the World | Matteo Bonifazio       |
| 2003 | Soulreply                                              | Matteo Bonifazio       |
| 2003 | Way of Life                                            | Matteo Bonifazio       |
| 2006 | Baby Beat Box                                          | Matteo Bonifazio       |
| 2006 | Pure Imagination                                       | Matteo Bonifazio       |
| 2006 | Play That Music                                        | Matteo Bonifazio       |
| 2013 | Costa poco (feat. Samuel)                              | Roberto "Saku" Cinardi |
| 2013 | Gira il mondo (feat. Raf)                              |                        |
| 2014 | Girlzzz                                                | Slevin                 |
| 2014 | Buddy                                                  | Slevin                 |